# Else Maria Wischermann
Else Maria Wischermann (* 30. Dezember 1955 in Oberhausen) ist eine deutsche Historikerin und Bibliothekarin.

## Leben
Else Maria Wischermann studierte Geschichte und Romanistik an der Westfälischen Wilhelms-Universität Münster und legte dort 1980 das Staatsexamen für den höheren Schuldienst ab. Ihre Promotion erfolgte 1983. Im gleichen Jahr trat sie in als Bibliotheksreferendarin in den Dienst an der Universitätsbibliothek Kiel ein, ihre Fachprüfung bestand sie 1983 an der Fachhochschule für Bibliotheks- und Dokumentationswesen in Köln, Seit 1986 war sie wieder an der Universitätsbibliothek Kiel als Fachreferentin und Abteilungsleiterin tätig. Von 2003 bis 2017 war sie Leitende Bibliotheksdirektorin dieser Bibliothek, die kurz zuvor (2001) in ein neues Bibliotheksgebäude umzog.

## Schriften
- Marcigny-sur-Loire. Gründungs- und Frühgeschichte des ersten Cluniacenserinnenpriorates (1055–1150) (= Münstersche Mittelalter-Schriften, Bd. 42). Fink, München 1986, ISBN 3-7705-2383-0.
- Grundlagen einer cluniacensischen Bibliotheksgeschichte (= Münstersche Mittelalter-Schriften, Bd. 62). Fink, München 1988, ISBN 3-7705-2510-8.
- L’Abbé Hugues de Cluny et le début du monachisme clunisien de femmes. In: Le gouvernement d’Hugues de Semur à Cluny. Actes du colloque scientifique international, Cluny, septembre 1988. Musée Ochier, Cluny 1990, S. 231–243.
- Das Altbestandsmagazin der Universitätsbibliothek Kiel. In: Auskunft. Mitteilungsblatt Hamburger Bibliotheken, Bd. 11 (1991), S. 183–191.
- (zusammen mit Günther Wiegand): Die neue Universitätsbibliothek Kiel. Universitätsbibliothek, Kiel 2001.
- Das Nutzungskonzept der neuen Universitätsbibliothek Kiel. In: BIT online, Bd. 4 (2001), S. 341–350.
- Der Bordesholmer Bestand in der Universitätsbibliothek Kiel. In: Christiana Albertina, Bd. 54 (2002), S. 43–52.
- Orientalische Handschriften in der Universitätsbibliothek Kiel. In: Joachim Gierlichs (Hrsg.): Islamische Kunst in Deutschland. Zabern, Mainz 2004, S. 135–138, ISBN 3-8053-3316-1.
- (Mitautorin): Erhaltung des kulturellen Erbes in Schleswig-Holstein. Landeskonzept zur Bestandserhaltung in den Archiven und Bibliotheken 2013-2022. Beirat für Wissenschaftliche Bibliotheken des Landes Schleswig-Holstein, Kiel 2012.
- Geschichte und Gegenwart der Universitätsbibliothek – 350 Jahre im Dienst der Universität. In: Oliver Auge (Hrsg.): Christan-Albrechts-Universität zu Kiel. 350 Jahre Wirken in Stadt, Land und Welt. Wachholtz, Kiel 2015, S. 799–814, ISBN 978-3-529-05905-6.
- (Mitautorin): „Wenn auf der Erde die Liebe herrschte, wären alle Gesetze entbehrlich“. Das „Gesetz für die Bibliotheken in Schleswig-Holstein und zur Änderung des Landespressegesetzes“ aus Sicht der Universitätsbibliothek Kiel, des Büchereivereins Schleswig-Holstein e.V. und der Bibliothek der Hansestadt Lübeck. In: Bibliotheksdienst, Bd. 51 (2017), S. 49–64.